# Tobie Mimboe
Tobie Bayard Mimboe (Yaoundé, 30 giugno 1970) è un ex calciatore camerunese, di ruolo difensore.

## Carriera

### Club
Ha giocato nella massima serie paraguaiana, argentina, turca, cinese e boliviana.

### Nazionale
Tra il 1992 e il 1998, ha giocato 38 partite con la nazionale camerunese, partecipando anche a due edizioni della Coppa delle nazioni africane, nel 1996 e nel 1998.

## Palmarès

### Club

#### Competizioni nazionali
- Campionato paraguaiano: 1

Cerro Porteño: 1996
- Campionato boliviano: 1

The Strongest: 2003